# Región Geográfica Inmediata de Ibirama-Presidente Getúlio
La región geográfica inmediata de Ibirama-Presidente Getúlio es una de las 24 regiones inmediatas del estado brasileño de Santa Catarina, una de las seis regiones inmediatas que componen la Región geográfica inmediata de Blumenau, y una de las 509 regiones inmediatas en Brasil, creadas por el IBGE en 2017. Está compuesta de 6 municipios.

## Municipios
| Región Geográfica Inmediata | Código | Municipios         |
| --------------------------- | ------ | ------------------ |
| Ibirama-Presidente Getúlio  | 420023 | Dona Emma          |
| Ibirama-Presidente Getúlio  | 420023 | Ibirama            |
| Ibirama-Presidente Getúlio  | 420023 | José Boiteux       |
| Ibirama-Presidente Getúlio  | 420023 | Presidente Getúlio |
| Ibirama-Presidente Getúlio  | 420023 | Vitor Meireles     |
| Ibirama-Presidente Getúlio  | 420023 | Witmarsum          |